# Sidi Smail
Sidi Smail  (in arabo سيدي اسماعيل‎?) è un centro abitato e comune rurale del Marocco situato nella provincia di El Jadida, regione di Casablanca-Settat. Conta una popolazione di 28 733 abitanti (censimento 2014).